# Xavier Moissinac
Jean Marie Louis Xavier Moissinac (Brive-la-Gaillarde, 29 ottobre 1896 – Celles-lès-Condé, 3 giugno 1918) è stato un militare e aviatore francese, asso dell'aviazione nel corso della prima guerra mondiale e della seconda guerra mondiale con 7 vittorie accertate e una probabile, tra cui 1 palloni da osservazione e 6 aerei Mort pour la France.

## Biografia
Nacque il 29 ottobre 1896 a Brive-la-Gaillarde, in una famiglia appartenente alla borghesia, il cui padre, Émile era notaio ad' Arillac, e di Zoé Marie Françoise Cécile Massénat. Completò gli studi nel piccolo seminario di Cublac e poi, nel 1911, entrò nel prestigioso Collegio Stanislas di Parigi. Nell'agosto del 1914, quando scoppiò la prima guerra mondiale, non aveva ancora 18 anni e spinto da fervore patriottico, si arruolò volontario nell'Armée de terre il 14 ottobre 1914 presso il municipio di Brive-la-Gaillarde. Fu incorporato nel 13º Reggimento d'artiglieria come soldato semplice di seconda classe, ma a causa delle cattive condizioni di salute, fu riformato dalla commissione della Senna il 12 dicembre 1914, a causa di una bronchite. Ritornato a casa si arruolò nuovamente nell'esercito per un periodo di 4 anni l'11 ottobre 1915 presso il municipio di Limoges. I medici della commissione esaminatrice furono meno attenti e il 20 ottobre fu integrato nel 5º Gruppo d'artiglieria a cavallo come artigliere.
Non e noto se andò al fronte o restò assegnato ad un deposito militare. Trasferito il 17 maggio 1916 al 9º Gruppo d'artiglieria da campagna d'Africa con il quale partecipò alla battaglia della Somme, ottenendo una menzione onorevole. Il 20 febbraio 1917 fu promosso al grado di brigadiere. Da allora in poi, forse per il desiderio di emulare il compagno di liceo Georges Guynemer, il 24 marzo 1917 ottenne il trasferimento all'Aéronautique Militaire come allievo pilota. Dopo aver frequentato le scuole di volo, ricevette il brevetto e nel settembre 1917 fu assegnato alla Escadrille N 154 nell'Aisne.
L'unità ottenne pochi risultati, ed il 23 marzo 1918 il nuovo comandante, tenente Auguste Lahoulle, decise di specializzarla nell'attacco ai palloni d'osservazione (Drachen), in cui eccelse il tenente Michel Coiffard. Ottenne la sua prima vittoria accertata contro un Drachen insieme a Lahoulle il 1 aprile 1918, ma in quello stesso giorno abbatté anche uno dei caccia posti a protezione del Drachen. Il 12 aprile e il 15 maggio 1918 ottenne altre due vittorie omologate, poi il 30 maggio 1918 realizzò l'impresa di vincere un "treble", durante due pattuglie dalle 8:00 a 10:00 e dalle 17:00 alle 19:00, rivendicando 3 aerei: il primo contro un aereo abbattuto dal sottotenente Mirman, e gli altri due erano Fokker D.VII abbattuti in collaborazione con Lahoulle. Uno di loro fu addirittura catturato nelle linee francesi.
Proposto per la concessione della Médaille militaire, la sera del 3 giugno 1918 partecipò con altri 8 piloti della sua escadrille a un pattugliamento di caccia sulle linee durante il quale venne gravemente ferito da un proiettile in combattimento aereo. Riuscì ad atterrare senza danni, ma decedette poco tempo, ancora dentro alla carlinga, in prossimità del cimitero di Celles-lès-Condé (5 km au sud-est de Dormans). Il giorno dopo un inumato in quello stesso cimitero. Il comune di Brive-la-Gaillarde gli ha intitolato una via.

### Annotazioni
1. ↑  Tale decorazione gli fu concessa postuma il 30 giugno 1918.

### Fonti
1. 1 2 3 4 5 6 7 8 9 10 11 12 13 14 15 16 17 18  AS14-18.
2. 1 2  The Aerodrome.
3. 1 2 3  Franks, Bailey 1992, p. 194.
4. 1 2  Beyern 2011, p. 13.